# Pascal Sevran
Pour les articles homonymes, voir Jouhaud et Sevran (homonymie).
Jean-Claude Jouhaud, dit Pascal Sevran, est un animateur, producteur de télévision, parolier, chanteur et écrivain français, né le 16 octobre 1945 à Paris 12e et mort le 9 mai 2008 à l'hôpital du Cluzeau à Limoges.
Il a écrit de nombreuses chansons, notamment pour Dalida (Il venait d'avoir 18 ans).
Entre 1984 et 2007, il anime les émissions La Chance aux chansons, Surprise Party, Sevran en chantant, puis Chanter la vie et Entrée d'artistes (d'abord sur TF1, puis sur France 2 à partir de 1991). Il écrit également quinze livres, dont son journal intime, dont le dernier volume a été publié après sa mort.

## Biographie
Né à Paris de Jean-Jacques Jouhaud (1920-2002), chauffeur de taxi natif de Nexon en Haute-Vienne, et de Régina Rodriguez (1919-2013), couturière espagnole, née dans le village de Casillas de Flores à Salamanque, Espagne, tous deux communistes. Pascal Sevran ne montre que très peu de goût pour les études et s'intéresse davantage à la chanson. Il fait ses études à l'école communale d'Antony. Il publie ses premiers écrits, des poèmes, dans Heures claires, mensuel féminin proche de la Confédération générale du travail et du Parti communiste français.
Au début des années 1960, il fréquente avec assiduité l'émission télévisée du Petit Conservatoire de Mireille, où il apprend l'art du spectacle. Il est alors garçon-coiffeur. Le mari de Mireille, l'écrivain et philosophe Emmanuel Berl, le prend sous son aile et guide son parcours intellectuel, le présentant au tout Paris, ce qu'il relate dans son livre Tous les bonheurs sont provisoires.

### Écrivain, chanteur et parolier
En 1965, sous le pseudonyme de Pascal Régent, il tente une carrière de chanteur en sortant le 45 tours Puisque nous sommes cousins mais ne rencontre aucun succès. Pascal Sevran a toujours déclaré, tant lors d'émissions télévisées que dans ses livres, qu'il aurait rêvé d'être chanteur comme son idole Gilbert Bécaud. Il écrit ensuite les paroles de la chanson Les garçons de la rue pour Daniel Beretta. Il choisit alors un pseudonyme, se servant du nom de la ville de Sevran. Son deuxième 45 tours en 1968, Le garçon, ne rencontre pas davantage de succès. Il décide alors de devenir journaliste à Ici Paris. Il publie des premiers ouvrages anecdotiques comme La Dame en bleu, Lucienne Boyer m'a raconté ou Le Comte de Saint-Germain, aujourd'hui.
Pascal Sevran entre en littérature avec Le Passé supplémentaire, roman paru chez Orban en 1979, récompensé par le prix Roger-Nimier. En 1980, il sort Vichy dancing, suivi en 1982 d'Un garçon de France, adapté à la télévision par Guy Gilles. La carrière d'animateur de télévision absorbera ensuite Pascal Sevran. Il enregistre plusieurs 45-tours (Les Petits Français, disques Orlando), des albums (Succès français, 1991, À la française, 1993) ; se produit sur scène (notamment à l'Olympia) et il est plusieurs fois décoré (officier des Arts et des Lettres, chevalier puis officier de la Légion d'honneur, etc.).
Il est aussi l'auteur ou coauteur de paroles de chansons, notamment d'Il venait d'avoir 18 ans, Femme est la nuit, Ma vie je la chante, Comme disait Mistinguett pour Dalida.
Ses équipiers d'écriture étaient notamment Serge Lebrail et Claude Carmone mais aussi, ponctuellement, Jean Delleme, Pierre Delanoé, Bernard Droguet, Michel Jouveaux, Jeff Barnel, Evert, Sylvain Lebel, Dominique Lozoc'h, Michel Rivgauche, Bruno Desmet (Zinzin), D'Lozack, G. Debot, Pascal Auriat.
En 1991, il joue au cinéma dans le film Les Secrets professionnels du Dr Apfelglück, qui se révèle une expérience sans lendemain.
Il revient au livre en 1995 avec Tous les bonheurs sont provisoires, chez Albin Michel. En 1998, il fait paraître Mitterrand, les autres jours, récit de son amitié avec l'ancien président de la République française.

### Le journal intime
À partir de l'an 2000, il publie chaque début d'année un volume de son journal intime, ce qui lui vaut de conquérir un vaste public. Le 8e et dernier tome de son Journal s'arrête le 5 janvier 2008.
Dans ses journaux, Pascal Sevran parle de sa grande admiration pour Jacques Chardonne et  Marcel Jouhandeau. Au sujet de ce dernier, dans La vie sans lui à la date du 30 avril 1999, il rencontre l'hostilité des habitants en se rendant à Guéret et en l'évoquant puis dans le tome 3 de son journal, On dirait qu'il va neiger, il y retourne le 31 décembre 2000 et s'indigne que dans sa ville natale, Jouhandeau soit ignoré et qu'aucune rue ne porte son nom.
Nostalgique d'une époque qu'il estime disparue, Pascal Sevran évoque dans ses livres des auteurs comme Paul Morand, Henry de Montherlant, Alain Paucard, Paul Léautaud, Pierre Drieu la Rochelle, Jean Giono, Jean Dutourd, Jean Giraudoux, Jean d'Ormesson, Roger Nimier, André Gide  et son amitié avec Brigitte Bardot (dont il relate la rencontre le 17 décembre 2001 dans le quatrième volume de son journal) et Alain Delon qui assista à ses obsèques où il lut un texte. Dans ses ouvrages, il se définit comme réactionnaire, notamment lorsque L'Obs le qualifie ainsi le 6 avril 2002. Il cite aussi ses amitiés avec Charles Trénet, Dalida, Sheila, Renaud, Georgette Plana, Anny Gould, France Gall, Patrick Bruel, Roger Hanin et dit qu'il aurait rêvé d'être Gilbert Bécaud. Il côtoie Michel Drucker, Thierry Ardisson ou Marc Olivier Fogiel, qui l'invitent régulièrement à leurs émissions.
Pascal Sevran, malgré son chagrin, continue d'écrire. Dans le volume La Vie sans lui (2001) de son journal intime, il raconte la mort de son compagnon Stéphane Chomont, le 16 octobre 1998, et le deuil qui a suivi. Cet épisode de son journal intime est aussi son best-seller : 104 000 exemplaires vendus, tandis que les huit autres volumes avoisinent les 60 000 ventes.
Il souhaite intituler le neuvième volume de son journal intime Soudain l'été dernier, ainsi qu'il l'écrit le 17 septembre 2007, mais se rend compte que ce n'est pas possible car c'est le titre d'une pièce de Tennessee Williams. L'ouvrage ne comporte que 195 pages, Sevran ayant cessé d'écrire le 30 mars et repris la rédaction seulement le 1er août 2007, en raison de son cancer qu'il n'évoque jamais. Ce dernier volume du journal intime sera publié après la mort de Sevran, en janvier 2009, sous le titre choisi par son éditeur : Les petits bals perdus, Journal posthume. Il comporte, en fin d'ouvrage, le texte de trois pages lu le 13 mai 2008 par Philippe Besson à ses obsèques.
Pascal Sevran explique volontiers dans ses livres qu'il n'aime pas le soleil et les belles saisons, qu'il est au contraire en quête de pays froids, de pluie et de neige. Il séjourne d'ailleurs fréquemment à Montréal, au Canada, et chante lors de croisières en mer du Nord. Avec son journal, il reprend la tradition des diaristes qui l'ont précédé : Marcel Jouhandeau, Mathieu Galey, Jean-Patrick Manchette, Renaud Camus... dans un genre littéraire qui après lui a séduit Yann Moix, Patrick Sansano ou Mathieu François du Bertrand.
Début 2004, il est invité par le département de la Sarthe à la conférence La voix au chapitre à l'Abbaye de l'Épau, pour parler de son oeuvre littéraire à l'occasion de la sortie du cinquième tome de son journal.

### Animateur et découvreur de talents
De 1982 à 1984, Pascal Sevran débute sur FR3 Limoges avec l'émission Laissez passer la chanson. Il insiste pour faire sortir de sa retraite au Mexique la chanteuse Gloria Lasso, qu'il fait passer en vedette dans son émission. Puis il anime pendant dix-sept ans l'émission La Chance aux chansons dans laquelle il invite Juliette Gréco, Henri Salvador, Serge Reggiani, Francis Lemarque ou Georgette Lemaire, à laquelle il consacre une émission spéciale lorsqu'elle est nommée chevalière des Arts et des Lettres. L'émission est initialement programmée sur TF1 de 1984 à 1991, puis sur France 2 jusqu’en décembre 2000. Il y découvre de nombreux talents, du musicien Igor Baloste à la future star Patricia Kaas, en passant par la grande artiste québécoise Lynda Lemay et autres Dany Brillant ou Patrick Fiori, jusqu'à ce que la direction de la chaîne décide de supprimer l'émission, afin de faire évoluer son concept, dit-elle, mais en réalité soucieuse de rajeunir son image. Patrick Bruel, une autre découverte de l'animateur, répondra présent pour la dernière émission, dont l'arrêt brutal suscite l'émotion et la réaction de nombreux téléspectateurs. 
L'émission a cependant aussi ses détracteurs qui considèrent le concept et le contenu comme passéiste et démodé. Le 23 octobre 2004, dans l'émission de Thierry Ardisson Tout le monde en parle, il est moqué et chahuté verbalement par plusieurs invités dont Bruno Gaccio, et quitte le plateau avec Allan, son jeune protégé qu'il était venu présenter. La presse musicale et notamment le mensuel Paroles et musique l'épinglent régulièrement en le qualifiant de Pascal navrant, reprenant une pique lancée par Vanessa Paradis en 1987. En 2007, Laurent Balandras publie un pamphlet contre l'animateur sous le titre Pascal Sevran, le Maître Chanteur, qu'il qualifie de « fin stratège, parolier consternant, arriviste qui s'est servi de la chanson pour bâtir sa renommée et de ses relations pour lui permettre de rester vingt-cinq ans à l'antenne ».
Sur le même principe que la Chance aux chansons, Pascal Sevran anime le samedi soir sur France 2 en première partie de soirée l'émission Sevran en chantant (1992 - 1996), puis Surprise Party (1996 - 1999), où il invite régulièrement des vedettes comme Sylvie Vartan, Rika Zaraï, Alice Dona, Frédéric François, Patrick Fiori, Alain Barrière, Pierre Bachelet, Michèle Torr, Hervé Vilard, Daniel Guichard, Herbert Léonard. L'horaire de diffusion lui permet de gagner un nouveau public et d'élargir ainsi son audience.
La Chance aux chansons a été suivie, jusqu'en 2007, dernière année d'activité télévisuelle de Pascal Sevran, par Chanter la vie et Entrée d'artistes, un télé-crochet sur quatre saisons (2004 - 2007) qui révélera notamment les artistes Allan Vermeer, Marie Louva, Virginie Pouchain et Éléonore. 
Ouvertement homosexuel, Pascal Sevran animait également une émission littéraire de Pink TV, Bibliothèque Pink : on casse les prix. Il anime aussi aux côtés d'Arthur les premières Fureur de la chanson sur France 2, avant que l'émission ne passe sur TF1.

### Présentateur de télévision
- 1981 : Croisée des chansons (TF1)[24].
- 1983 : Laisser passer la chanson (FR3)
- 1984-2000 : La Chance aux chansons (TF1), (Antenne 2) et (France 2)
- 1992-1996 : Sevran en chantant  (Antenne 2) et (France 2)
- 1995-1996 : La Fureur du samedi soir (France 2)
- 1996-1999 : Surprise Party  (France 2)
- 2001-2007 : Chanter la vie (France 2)
- 2003 : Docteur Renaud, mister renard  (France 2)
- 2004-2007 : Entrée d'artistes (France 2)
- 2005 : Bibliothèque Pink : on casse les prix ! (Pink TV)

### Fin de carrière et mort
En septembre 2007, ses deux émissions Chanter la vie et Entrée d'artistes sont finalement arrêtées, et Pascal Sevran annonce à la presse qu'il est malade et qu'il vient d'être opéré de la gorge.
Le 21 avril 2008, sa mort est annoncée par Europe 1 et France 2 par erreur, à la suite d'une information erronée de Jean-Pierre Elkabbach.
Pascal Sevran meurt au centre hospitalier régional universitaire de Limoges le 9 mai 2008, à l'âge de 62 ans, des suites d'un double cancer du poumon et du foie. Il est enterré le 14 mai 2008 à Saint-Pardoux, près de sa propriété familiale de Morterolles-sur-Semme (Haute-Vienne), aux côtés de son père et de son compagnon Stéphane Chomont (1963-1998),.
En 2012, un don de 170 000 € de Pascal Sevran au profit de la Ligue contre le cancer est découvert.

## Prises de position

### Politique
Ami de Dalida dans les années 1970, il fait par son intermédiaire la connaissance de François Mitterrand, candidat à la présidence de la République, à qui il apporte son soutien et défilant à ses côtés après la victoire du candidat socialiste à l’élection présidentielle du 10 mai 1981. Un peu plus tard, il est nommé chargé de mission auprès du ministère de la Culture et figure dans le cercle des amis intimes du chef de l'État (qu'il accompagne chaque année lors de sa traditionnelle ascension de la roche de Solutré). Après la mort de François Mitterrand, déclarant ne plus se reconnaître dans le programme de « ses héritiers politiques », il affiche son soutien à Nicolas Sarkozy, tout en gardant sa sympathie pour Bertrand Delanoë et Jack Lang.
Pascal Sevran a écrit n'avoir jamais été adhérent d'un parti politique. Il est contre le nationalisme et rappelle que son maître à penser Emmanuel Berl l'était. Il déclare également ne pas se sentir européen,.
Athée, il écrit que les religions causent les guerres. Mais précise qu'il aime les églises, notamment Notre-Dame à côté de laquelle il habite après avoir déménagé, quittant Montmartre en 2002.

### Afrique
Un de ses entretiens dans le quotidien Var-Matin du 2 décembre 2006 au sujet de son journal Le Privilège des Jonquilles provoque une vive polémique. Le journaliste avait indiqué : « dans votre journal Le Privilège des Jonquilles, vous affirmez que la bite des noirs est responsable de la famine en Afrique ». Pascal Sevran répond : « Et alors ? C'est la vérité ! L'Afrique crève de tous les enfants qui y naissent sans que les parents aient les moyens de les nourrir. Je ne suis pas le seul à le dire. [...] J'écris ce que je pense, si des gens bien au chaud dans leur certitude ne supportent pas d'entendre ça [...] Oui, il faudrait stériliser la moitié de la planète ».
Le journaliste faisait référence au passage suivant (p. 214) : « Des enfants, on en ramasse à la pelle dans ce pays [le Niger] — est-ce un pays ou un cimetière ? — où le taux de fécondité des femmes est le plus élevé du monde, neuf enfants en moyenne par couple. Un carnage. Les coupables sont facilement identifiables, ils signent leurs crimes en copulant à tout va, la mort est au bout de leur bite, ils peuvent continuer parce que ça les amuse, personne n'osera leur reprocher cela, qui est aussi un crime contre l'humanité : faire des enfants, le seul crime impuni. On enverra même de l'argent pour qu'ils puissent continuer à répandre, à semer la mort ». En réalité, une partie des critiques venant d'associations et des médias lui attribue à tort l'énoncé du journaliste. À la suite de cet entretien, plusieurs associations annoncent leur intention de porter plainte contre l'animateur pour incitation à la haine raciale. Pascal Sevran explique le 6 décembre, sur Europe 1 : « J'écris et je dis ce que je veux. Me considérer comme un néo-nazi est une belle connerie ».
Le 11 décembre suivant, dans une lettre rendue publique, France 2 réagit officiellement par l'intermédiaire de Philippe Baudillon, directeur général, qui exprime au nom de la chaîne sa « vive émotion », sa « totale désapprobation » et adresse à Pascal Sevran une « très ferme mise en garde ».
Le 11 janvier 2007, dans Libération, il reçoit un texte de soutien de onze personnalités dont France Gall, Renaud et Thierry Séchan.
Michel Drucker explique dans son livre De la lumière à l'oubli  avoir tout de suite compris l'ampleur du désastre et tenté de convaincre Sevran de s'excuser, mais ce dernier ne l'a pas écouté.

## Publications

### Romans
- Le Passé supplémentaire. Paris : O. Orban, 1979 ; Albin Michel, 2001. Prix Roger-Nimier en 1979.
- Vichy-dancing. Paris : O. Orban, 1980, 195 p.  (ISBN 2-85565-132-8). Rééd. Paris : A. Michel, 1999, 195 p.  (ISBN 2-226-10936-6)
- Un garçon de France. Paris : O. Orban, 1982, 185 p.  (ISBN 2-85565-191-3) ; Paris : A. Michel, 2003, 185 p.  (ISBN 2-226-13101-9) ; Paris : Librairie générale française, 2004, 216 p. (Le livre de poche ; 30001).  (ISBN 2-253-06685-0).
- Souvenirs particuliers. Paris : J. C. Lattès, 1990, 139 p. Rééd. Paris : A. Michel, 2003, 180 p.  (ISBN 2-226-14972-4).

### Essais, documents
- La Dame en bleu, Lucienne Boyer m'a raconté. Paris : Les Nouvelles Éditions Françaises, 1971
- Le Comte de Saint-Germain, aujourd'hui. Paris : Nouvel office d'éditions, 1973, 188 p.
- Les Rigolos, avec Raymond Lavigne. Paris : G. Authier, 1975, 248 p.
- Dalida : la gloire et les larmes. Paris : G. Authier, 1976, 221 p.-[36] p. de pl.
- Le Guide du socialisme, avec la collaboration de Alain Rossi. Paris : G. Authier, 1977, 216 p.
- Les 180 jours de Giscard, histoire du dernier gouvernement de l'Union de la droite, 3 avril-2 octobre 1978, en collaboration avec Bernard Morlino. Paris : G. Authier, 1977, 210 p. (Rayon Politique-fiction).
- Le Music hall français : de Mayol à Julien Clerc. Paris : O. Orban, 1978, 284 p.  (ISBN 2-85565-087-9)
- Le Dictionnaire de la chanson française. Paris : Carrère, 1986, 379 p.  (ISBN 2-86804-337-2). Rééd. Paris : Éditions 13, 1988, 389 p.  (ISBN 2-86804-469-7)
- Piaf : ses plus belles chansons. Paris : Notre temps, 1989, 63 p. (Notre temps).
- Les plus belles chansons d'amour. Paris : Notre temps, 1989, 63 p. (Notre temps).

### Récits
- Tous les bonheurs sont provisoires. Paris : A. Michel, 1995
- Mitterrand, les autres jours. Paris : A. Michel, 1997, 215 p.  (ISBN 2-226-09571-3). Rééd. Paris : LGF, 2005, 182 p. (Le livre de poche ; 30470).  (ISBN 2-253-11514-2)
- Je me souviens aussi. Paris : A. Michel, 1997, 112 p.  (ISBN 2-226-08928-4)

### Journaux
1. La Vie sans lui : journal. Paris : A. Michel, 2000, 309 p.  (ISBN 2-226-11380-0)
2. Des lendemains de fêtes. Paris : A. Michel, 2000, 294 p.  (ISBN 2-226-12124-2). Rééd. Paris : LGF, 2003, 282 p. (Le livre de poche ; 15459).  (ISBN 2-253-15459-8)
3. On dirait qu'il va neiger. Paris : A. Michel, 2001, 247 p.  (ISBN 2-226-13068-3). Rééd. Paris : LGF, 2004, 279 p. (Le livre de poche ; 30000).  (ISBN 2-253-06684-2)
4. Lentement, place de l'Église. Paris : A. Michel, 2002, 265 p.  (ISBN 2-226-13606-1). Rééd. Paris : LGF, 2004, 279 p. (Le livre de poche ; 30177).  (ISBN 2-253-10983-5)
5. On s'ennuyait le dimanche. Paris : A. Michel, 2003, 247 p.  (ISBN 2-226-14971-6). Rééd. Paris : LGF, 2006, 253 p. (Le livre de poche ; 30499).  (ISBN 2-253-11595-9)
6. Il pleut, embrasse-moi. Paris : A. Michel, 2004, 277 p.  (ISBN 2-226-15668-2). Rééd. Paris : LGF, 2006, 285 p. (Le livre de poche ; 30661).  (ISBN 2-253-11775-7)
7. Le Privilège des Jonquilles. Paris : A. Michel, 2005, 298 p.  (ISBN 2-226-16979-2). Rééd. Paris : LGF, 2007, 312 p. (Le livre de poche ; 30918).  (ISBN 978-2-253-12387-3)
8. La Mélancolie des fanfares. Paris : A. Michel, 2006, 230 p.  (ISBN 978-2-226-17662-2)
9. Les petits bals perdus, Journal posthume. Paris : A. Michel, 2009, 199 p.  (ISBN 2-226-18210-1)

## Ouvrage biographique
- Laurent Balandras Pascal Sevran, le Maître Chanteur. Paris : Editions de Tournon, 2007,  (ISBN 978-2-35144-054-4).
- Dominique Lozac'h-Grégoire Colard Pascal : témoignage. Paris : Flammarion, 2008,  (ISBN 978-2-08122-026-3).
- Fabien Lecœuvre Adieu l'ami. Paris : City Editions, 2009,  (ISBN 978-2-35288-276-3).

## Discographie

### 45 Tours
| 1965 | Puisque nous sommes cousin (sous le nom de Pascal Regent) |
| 1968 | Le garçon                                                 |
| 1973 | Les petits français                                       |

### Albums studio
| 1991 | Succès Français                            |
| 1993 | A la française                             |
| 1994 | Dansez avec Pascal Sevran et son orchestre |
| 1996 | Surprise party                             |
| 1997 | Viva la vie va                             |
| 1999 | Chanter la vie                             |
| 1999 | Succès Français 2                          |
| 2002 | La vie continue                            |

### Albums live
| 1994 | En public - ça sent si bon la France |

### Compilations
| 2005 | Double d'Or (2cd) |

### Compilations sorties posthumes
| 2009 | Une vie en chanson (2cd) |

### Chansons écrites
- Danser quand même (sous son véritable nom, Jean-Claude Jouhaud / Musique Claudio Di Pietra et Denis Hekimian pour le groupe Decibelles)
- Laurence
- Voilà, je suis amoureux de toi
- Pourquoi la pluie fait-elle pleurer les roses  (co-écrit avec Jean Delleme / Musique : Romuald pour Romuald)
- La chanson de notre amour (pour Mireille Mathieu)
- Bruit des vagues (Musique : Romuald  pour Romuald)
- Que reste-t-il de l'été (Musique : Romuald  pour Romuald)
- La dernière nuit d'un amour
- La chanson d'une nuit
- Moi je ne savais rien
- Comme disait La Mistinguett (co-écrit avec Pierre Delanoé / Musique : Jean-Jacques Debout / pour Dalida)
- Lucas (pour Dalida)
- Le temps du boa (co-écrit avec Serge Lebrail / Musique Jean Tranchant / pour Christine Lebail)
- Entre la rose et le lilas (pour Christine Lebail)
- Dis Pierrot (co-écrit avec Jean Delleme  / Musique : Romuald / pour Michèle Torr)
- Mon ami le trac (co-écrit avec Jean Delleme / Musique : Jimmy Weller / pour Kiki (Christine) Caron)
- On n'oublie pas ça
- Tu ressembles à Gavroche (Musique : Jean-Jacques Debout / pour Christine Lebail et Georgette Lemaire)
- Tout le monde rêve
- Et l'amour, expliquez-moi pourquoi monsieur
- Mon cœur, de quoi as-tu rêvé?
- Entre avril et juillet
- Les arbres de la nuit
- Ta bouche bébé
- T'auras une frite
- Si l'amour a ton visage
- Attends-moi la vie (co-écrit avec Serge Lebrail / Musique : Pascal Auriat / pour Pascal Auriat)
- On aime toujours quelqu'un (co-écrit avec Serge Lebrail / Musique : Pascal Auriat / pour Pascal Auriat)
- L'amour se porte bien (co-écrit avec Serge Lebrail / Musique : Pascal Auriat / pour Pascal Auriat & Jacqueline Boyer)
- Quand on s'appelle Marlène (Musique : Pascal Auriat / pour Pascal Auriat)
- Il pleut sur mon calendrier
- Si quelqu'un vient vous dire (co-écrit avec Serge Lebrail / Musique : Pascal Auriat / pour Lucienne & Jacqueline Boyer)
- L'eau de la piscine (co-écrit avec Serge Lebrail / Musique : Pascal Auriat / pour Jacqueline Boyer)
- Hôtel particulier (co-écrit avec Bernard Droguet / Musique : Pascal Auriat / pour Dany Saval)
- Pour toi j'ai tout inventé
- J'aime un voyou
- Si vous étiez venue
- Est-ce mon cœur ou le printemps (pour Michèle Torr)
- Manuel ( Musique : Philippe Renaux / pour Dalida)
- Ma vie je la chante (adaptation/Musique Domenico Modugno / pour Dalida)
- Quand vient la nuit on dit je t'aime (pour Manuel Guazzi)
- Tu peux garder ton sourire (pour Manuel Guazzi)
- L'amour à la une (co-écrit avec Claude Carmone  / Musique : Pascal Auriat / pour Dalida)
- Dans ma maison (Musique : Pascal Auriat / pour Pascal Auriat)
- On ne dit jamais la vérité (co-écrit avec Serge Lebrail / Musique : Pascal Auriat / pour Pascal Auriat)
- C'est le tien c'est le mien (Musique : Pascal Auriat / pour Pascal Auriat)
- La Confi Danse
- Tu as la moitié de ma vie
- Embrasse-moi (Besame mucho) (adaptation écrite avec Serge Lebrail / Musique : C. Velasquez / pour Dalida)
- Tu m'as déclaré l'amour (co-écrit avec Claude Carmone  / Musique : Armand Gomez / pour Dalida)
- Amour, c'est tout dire ("Amor, Amor") (pour Dalida)
- Parle-moi d'amour mon amour (co-écrit avec Claude Carmone  / Musique : C.A. Bixio / pour Dalida)
- L'affiche du cinéma (co-écrit avec Michel Jouveaux / Musique : Pascal Auriat / pour Pascal Auriat)
- Je viens de loin (co-écrit avec Claude Carmone / Musique : Alec Constantinos / pour Shake)
- Tu sais je t'aime (adaptation co-écrite avec Claude Carmone / Musique : Alec Constantinos / pour Shake)
- Dormir avec toi (co-écrit avec Pascal Auriat pour François Valéry)
- Fort et magique (co-écrit avec Claude Carmone  / Musique : Daniel Vangarde / pour Shake)
- La vie en fête (co-écrit avec Claude Carmone  / Musique : Alec Constantinos / pour Shake)
- Raconte-moi la chanson (co-écrit avec Claude Carmone / Musique : Richard Simon / pour les Poppys)
- Femme est la nuit (adaptation co-écrite avec Serge Lebrail  / Musique : Toto Cutugno / pour Dalida)
- "Ti amo" je t'aime (adaptation co-écrite avec Claude Carmone  / Musique: Tozzi / pour Dalida)
- Tables séparées (co-écrit avec Claude Carmone  / Musique : Alice Dona / pour Dalida)
- Il y a toujours une chanson (co-écrit avec Serge Lebrail  / Musique : Alec Constantinos / pour Dalida)
- Je chante cette chanson
- Parce que je t'aime
- À mes amours à mes amours
- Voilà pourquoi je chante (Musique : Jeff Barnel / pour Dalida)
- Trocadéro bleu citron (co-écrit avec Jeff Barnel  / Musique : Alec Constantinos / pour Shake)
- Bébé rock'n roller (adaptation co-écrite avec Claude Carmone  / Musique : Toto Cutugno / pour Shake)
- Chante Argentina (Musique: Rika Zaraï / pour Rika Zaraï)
- Il me reste encore ma musique (co-écrit avec Evert / Musique : Frédéric François / pour Frédéric François)
- Sois romantique (Musique : Frédéric François / pour Frédéric François)
- Mille chansons d'amour (Musique : Frédéric François / pour Frédéric François)
- T'as pas le droit (Pour Loic Leproust)
- Paris palace
- À ma manière (co-écrit avec Sylvain Lebel / Musique : D. Juster / pour Dalida)
- La rivière de l'amour (adaptation co-écrite avec Claude Carmone  / Musique : Shake / pour Shake)
- Je veux chanter la nostalgie (co-écrit avec Dominique Lozoc'h / Musique : Frédéric François / pour Frédéric François)
- C'est peut-être moi qui partirai (co-écrit avec Serge Lebrail / Musique : Pascal Auriat / pour Mireille Mathieu)
- Pour vous (pour Dalida)
- La meilleure façon d'aimer
- Amoureuse (co-écrit avec Bernard Droguet / Musique : Joël Holmes / pour Colette Renard)
- Nostalgies (co-écrit avec Bernard Droguet / Musique : Joël Holmes / pour Colette Renard)
- Julien
- Un jour ici, un jour ailleurs (co-écrit avec Dominique Lozac'h / Musique : T. Montoya / pour Linda de Suza)
- Chanson inachevée (co-écrit avec Michel Rivgauche / Musique : Bruno Gigliotti (Orlando) / pour Dalida)
- Zinzin musette (co-écrit avec Bruno Desmet (Zinzin) / Musique : Maurice Larcange)
- Un amour oublié
- Tout va bien (sous le pseudo Jean-Claude Jouhaud / Musique Noé Willer / pour Stéphane Chomont)
- Dancing beau rivage (sous le pseudo Jean-Claude Jouhaud / Musique Harry Williams & Noé Willer / pour Stéphane Chomont)
- Elle danse techno (sous le pseudo Jean-Claude Jouhaud, avec Jean-Claude Guselli)
- Il venait d'avoir 18 ans (adaptation co-écrite avec Serge Lebrail / Musique: Pascal Auriat / pour Dalida)
- Ta femme (co-écrit avec Serge Lebrail / Musique : Pascal Auriat / pour Dalida)
- Chante l'ami (pour Rika Zaraï)
- Rien qu'une chanson
- Sur un air de romance (pour lui-même)
- Paris java
- On n'oublie pas les chansons
- Quand on écoutait la radio
- Tiens voilà l'accordéon
- Paris musique, Paris musette (Musique : Maurice Larcange)
- C'était le bon temps (pour Georgette Plana & lui-même)
- Y'avait du jazz (co-écrit avec Michel Jourdan / Musique : Jean-Claude Guselli / pour Stéphane Chomont)
- Sur un air de romance (pour lui-même)
- L'été soixante
- Surprise party
- C'est pas la javanaise
- Ceux qui font des chansons
- Le bal à Zinzin
- Allez allez viens
- A qui appartient la vie ?
- C'est ça la vie samba
- Tout fout l'camp même toi
- Écoute bien l'accordéon
- Viva la vie va
- Amoureux de Sylvie
- Génération musette
- Va
- L'amour ça nous ressemble
- Vraiment beau
- Chanter la vie
- Nostalgica
- Chanter comme des fous
- Il faut de la musique
- Revoilà le cha cha cha
- Chante encore
- Nous, c'est fou
- Problemorama (pour Dalida)
- La chance aux Français  (avec le rapper Sinik)
- C’est à Brasilia (Musique : Henri Betti)
- Le soleil avait quitté la plage (Musique : Colette Mansard / pour lui-même)
- Je sais que tu l'aimes (Musique : Colette Mansard / pour lui-même)
- Les petits Français (co-écrit avec Serge Lebrail / Musique : Pierre Porte / pour lui-même)
- Il suffit d'une chanson (Musique: Pierre Porte / pour lui-même)
- Un morceau de ma dentelle (co-écrit avec Jean Delleme / Musique : Claude Delon / pour Christine Lebail)
- L'Amérique à Paris (Musique : Jean-Jacques Debout / pour Christine Lebail)
- Vous étiez belle, Madame (co-écrit avec Jean Delleme / Musique : Jean-Jacques Debout / pour Geogette Lemaire)
- Tu partiras quand tu voudras (adaptation co-écrite avec Claude Carmone / Musique : Toto Cutugno / pour Shake)
- Je chante cette chanson pour toi (adaptation co-écrite avec Claude Carmone / Musique : Michel Deloir / pour Shake)
- De son enfance (co-écrit avec Michel Jouveaux / Musique : Pascal Auriat / pour Shake)
- Parce que je t'aime (co-écrit avec Claude Carmone / Musique : Alec Constantinos / pour Shake)
- C'est plus facile à deux (co-écrit avec Jeff Barnel / Musique de Alec Constantinos / pour Shake)
- La rivière de l'amour (co-écrit avec D'Lozack / Musique : Shake / pour Shake)
- Dalida, mon amour (co-écrit avec G. Debot / Musique : Jeff Barnel / pour Dalida)
- Mon petit bonhomme (co-écrit avec Serge Lebrail / Musique : Pascal Auriat / pour Dalida)
- Le temps des fleurs (co-écrit avec Jean Delleme / Musique : Romuald / pour Romuald)
- Les tambours du vent (co-écrit avec Serge Lebrail / Musique : Romuald / pour Romuald)
- Au lieu de faire comme tout le monde (co-écrit avec Jean Delleme / Musique : Romuald / pour Romuald)
- À coup de tête (co-écrit avec Bernard Droguet / Musique : Pascal Auriat / pour Pascal Auriat)
- Quand il reste l'amitié (co-écrit pour Serge Lebrail / Musique : Pascal Auriat / pour Pascal Auriat)
- Tout va bien (co-écrit avec Pascal Auriat / Musique : Pascal Auriat / pour Pascal Auriat)
- De l'encre aux doigts (co-écrit avec Serge Lebrail / Musique : Pascal Auriat / pour Jacqueline Boyer)
- Soir de première (Musique : Pascal Auriat / pour Betty Mars)

En 1994, le label  Marianne Mélodie publie un CD de 19 titres non chantés, Dansez avec Pascal Sevran  (EAN 3483903023807)

## Filmographie
Acteur
- 1991 : Les Secrets professionnels du Dr Apfelglück d'Alessandro Capone, Stéphane Clavier, Hervé Palud, Mathias Ledoux et Thierry Lhermitte : Alain Laurent
- 1992 : Maguy (série télévisée) : épisode 332 dans son propre rôle
- 1983 : Vichy dancing, téléfilm de Léonard Keigel co-scenariste
- 1985 : Un garçon de France, téléfilm de Guy Gilles